# Noruega
Noruega är en udde i Antarktis. Den ligger i Östantarktis. Norge gör anspråk på området.
Terrängen inåt land är mycket platt. Havet är nära Noruega åt nordväst. Trakten är obefolkad. Det finns inga samhällen i närheten.